# Сайнфелд
Сайнфелд (англ. Seinfeld) — американський телевізійний серіал, який виходив на телевізійному каналі NBC з 5 липня 1989 до 14 травня 1998, протягом дев'яти сезонів. Автори — Ларрі Девід (англ. Larry David) і гуморист Джеррі Сайнфелд. Останній знявся у головній ролі, граючи самого себе і сміючись з власних недоліків.
«Сайнфелд» зазнав величезного успіху і був визнаний найкращим комедійним серіалом США.

## Сюжет
Це — «Шоу ні про що» (англ. Show about nothing), історія про повсякденне нью-йоркське життя. З серії у серію, герої потрапляють у кумедні ситуації. Їхнє особисте життя, стосунки з батьками, ситуація на роботі — все провокує цілком несподівані проблеми, на які не можна дивитися без сміху.
Гумор у серіалі — доброзичливий. Сайнфелд жартує як з загальнолюдських проблем (самозакоханість, невпевненість у собі, відносини з близькими людьми) так і зі специфічно нью-йоркського повсякдення — переповнене метро, заплутані або небезпечні автостоянки, міжнаціональні відносини у багатокультурному космополітичному місті.

## Головні герої
Головні герої — четверо друзів:
- Джері Сайнфелд (англ. Jerry Seinfeld) — молодий гуморист. Сайнфелд нібито грає себе, весь час іронізуючи з власних недоліків.
- Елейн Бенес (англ. Elaine Benes) — його колишня дівчина, а тепер друг. Весь час у пошуках гідного кавалера.
- Джордж Костанца (англ. George Costanza) — друг дитинства Джері. Весь час комплексує через низький зріст і лисину. У психологічній залежності від батьків. Постійно шукає ідеальну подружку, але власні комплекси руйнують всі відносини.
- Космо Креймер (англ. Cosmo Kramer) — сусід Джері. Трохи божевільний.

## Інші персонажі
- Ньюмен (англ. Newman) — сусід Джері та Креймера. Повний, неохайний, самозакоханий, неакуратний. Працює поштарем. Дружить з Креймером. Ньюмен і Джері недолюблюють один одного.

## Згадка про Україну
У епізоді «The Label Maker» (12 серія 6-го сезону) є згадка про Україну. Ньюмен і Космо Креймер грають у Ризик — стратегічну гру «на завоювання світу». За виразом Джері: «гра у світове панування двох людей, які ледь можуть дати собі раду з власним життям».
Останній етап гри відбувається у метро. Ньюмен хвалиться, що в нього «є війська в Україні». Космо починає іронізувати, що «Україна слабка». Це чує український іммігрант, який ображається, перегортає гру і розкидає фішки.
Це — один з численних жартів у «Сайнфелді» про життя у багатонаціональному місті. У Нью-Йорку є діаспори багатьох народів світу. Люди різного походження, релігій та культур мають уживатися разом і знаходити спільну мову. Іноді виникають непорозуміння, деякі з яких виглядають комічно.